# Janovics Ferenc
Janovics Ferenc (1948–) magyar hivatásos katona (alezredes), ejtőernyős sportoló, oktató, balesetvizsgáló, tandem pilóta; siklóernyő pilóta. Beceneve „Janó”. A magyar ejtőernyős katona-válogatott tagja, majd segédedzője. A katona ejtőernyősök osztályba sorolásában a rendszeresített legmagasabb, az Aranykoszorús I. osztályú Ejtőernyős címet az elsők között kapta meg. 2000-ben a Magyar Ejtőernyősök Bajtársi Szövetségének budapesti tagszervezeti elnöke. Összes ugrása: 11 053. Legmagasabb ugrása: 7000 m, a legalacsonyabb: 170 m.

## Életpálya
Általános iskolai és ipariskolai tanulmányait Budapesten végzi, majd a Vegyesipari Javító Vállalat mérlegjavító szakmunkása mérlegkészítő műszerészként. 1967-69 között sorkatonaként szolgál Szolnokon, tartalékos szakaszvezetőként szerel le. Hogy továbbra is végezhessen ejtőernyős ugrásokat, olyan munkahelyeket keres, melyeknek repülő-ejtőernyős klubjuk van. 1970-72 között a Ganz-Mávag Gépgyárban, 1972-73 között a Csepeli Vasműveknek dolgozik. 1973-77 között katonaként továbbszolgáló Szolnokon, az újonnan megalakult MN. 27. Önálló Mélységi Felderítő Századában, mint ejtőernyős kiképző őrmester (ugrató parancsnok) (Kiss, 2012, 129. o.). 1975-ben soron kívül léptetik elő törzsőrmesterré, hála gépésztechnikusi érettségijének.
1978-ban kerül Szentkirályszabadjára az AN-26 tip. szállító szd. fedélzeti ugrató parancsnoki beosztásába, később ő lesz a repülőszázad testnevelője is. 1980-ban ejtőernyős szakon tesz tiszti vizsgát Szolnokon, majd alhadnagyként szolgál Isaszegen a különleges anyagtároló osztályvezetőjeként. A magyar katonai üzemben lévő személyi, teher, fék és katapult ülésekbe épített pilótaernyők bevizsgálásával, üzemben tartásával, javításával és selejtezésével foglalkozik, emellett a beérkező új, ill. a nagyjavításokból visszaérkező személyi ejtőernyők próbaugrásaiban (beugrás) is részt vesz.
1981-ben a szegedi Juhász Gyula Főiskolán végez földrajz-testnevelő tanárként levelező tagozaton. 1984-ben soron főhadnaggyá lép elő, 1987-ben saját kérésére áthelyezik Szentkirályszabadján települő harci helikopter dandárhoz ejtőernyős szakaszparancsnoki majd mb. századparancsnoki beosztásba. 1990-ben soron kívül századossá lép elő, kinevezik a MH Repülőfőnökség ejtőernyős főtisztjévé. Ekkortájt az Ejtőernyős Alosztály megkísérli magyar ejtőernyők gyártását, amiben partnerük a Salgótarjáni Ruhagyár volt 1992-ben az újonnan alakult Repülőműszaki Intézet állományába kerül ejtőernyős főtiszti beosztásba, és befejezi tanulmányait a MN Zrínyi Miklós Nemzetvédelmi Egyetem repülő összfegyvernemi parancsnoki szakán. Még ebben az évben soron kívül őrnaggyá léptetik elő, az újonnan alakult MH Katonai Légügyi Hivatal kiemelt főelőadója lesz. 1994-ben a Közlekedési Főfelügyelettől szakértői minősítést kap. 1998-ban soron alezredessé lép elő. 2000-ben az átszervezések okán megszűnik az ejtőernyős beosztás, így nyugdíjba vonul.
2000–2003 között segédmunkás, sofőr, magántitkár, majd biztonsági őr. A Budapesti és Pest-megyei Mérnöki Kamara szakértői engedélyt ad ki számára. 2003-ban az MH Katonai Léügyi Hivatal szakértői engedélyét kiterjeszti állami légijárművek vizsgálatára is. 2003-ban a Polgári Légiközlekedési Szervezet főigazgatója ejtőernyős balesetek kivizsgálásához kéri fel külső munkatársként, majd 2004-ben teljes állásban. 2005-10 között a szervezet jogutódjánál, a Közlekedés Biztonsági Szervezetnél vezető főtanácsos. Baleset kivizsgálóként tevékenykedik, míg egy bírósági tárgyaláson, 2010-ben előbb szakértőként, majd tanúként – szakmai kérdésekben – jogi vitába keveredik foglalkoztatójával. 2011-ben indoklás nélkül beosztásából felmentik, és véglegesen nyugdíjba vonul.

## Sportegyesületei
- Ganz-MÁVAG Ejtőernyős Klub (1963-1967)[33]
- Szolnok Gyulai György Honvéd Sportegyesület (1967-1969)
- Ganz- MÁVAG Ejtőernyős Klub (1969-1972)
- Csepel Vas- és Fémművek (1972-1973)[2]
- BHG Ejtőernyős Klub és annak jogutódjai (pl. Sky Escort Hungary Aero Club) (1982-2010)[34]
- Szolnok Gyulai György Honvéd Sportegyesület (1973-1977)[2]
- BHG Ejtőernyős Klub és annak jogutódjai (pl. Sky Escort Hungary Aero Club) (1982-2010)[34]
- Asbóth Oszkár Honvéd Ejtőernyős Klub (1978-1981)[2]
- BHG Ejtőernyős Klub és annak jogutódjai (pl. Sky Escort Hungary Aero Club) (1982-2010)[34]

## Sportpályafutása
Általános iskolásként tornázik, szakiskolában cselgáncsot tanul. Első ugrását 1965. április 18-án hajtja végre Gödöllőn. 1966-ban oktató gyakornok, III. oszt. repülésirányító. 1967-ben segédoktató, 1969-ben oktató, 1993-ban beugró oktató, 2006-ban tandem pilóta lesz. 2002-ben FAI-minősítést szerez (A-B-C-D Senior Parachutist) (HUN 0273). 2005-ben alapfokú siklóernyős tanfolyamot végez. A 10 000. ugrást 1994. szeptember 29-én Marcaliban, az utolsót (11 053) pedig 2010. július 3-án Lützelin. Legmagasabb ugrásmagassága 7000 m (Taszár – oxigénkészülék nélküli rekordkísérletét nem hitelesítették), legalacsonyabb ugrásmagassága 170 m (Szolnok).

### Csapattagságok
- 1970-től 1980-ig a Magyar Nemzeti Válogatott tagja, amit 1982-ig később meghosszabbítottak.[38]

### Világbajnokságok
- 1972-ben XI. Ejtőernyős Világbajnokság (Tahlequah repülőtér, Oklahoma, USA). A válogatott további tagjai: Kovács József, Varga József, Hüse Károly, Mészárovics György.[39]
- 1974-ben XII. Ejtőernyős Világbajnokság (Szolnok, Magyarország). Nem tudott részt venni, mert nem tudta kifizetni a formaruhát.
- 1976-ban XIII. Ejtőernyős Világbajnokság (Guidona repülőtér, Róma, Olaszország), csapat negyedik.[40] A válogatott további tagjai: Varga József, Tímár Vince, Mészárovics György, Hüse Károly.
- 1978-ban XIV. Ejtőernyős Világbajnokság (Zágráb, Jugoszlávia), egyéni ötödik. A válogatott további tagjai: Tímár Vince, Juhász Zoltán, Varga József és Mészárovics György.
- 1980-ban a XV. Ejtőernyős Világbajnokság (Kazanlak, Bulgária). A férfi válogatott további tagjai: Juhász Zoltán, Mészárovics György, Tímár Vince és Varga József.

### Magyar bajnokságok
- 1967-ben I. Ejtőernyős "Kék Balaton" Kupa csapat első[41]
- 1968-ban ejtőernyős többtusa országos egyéni bajnok.[2]
- 1969-ben országos négytusa csapat összetett bajnok.[2]
- 1973-ban budapesti és országos négytusa csapat bajnok.
- 1978-ban egyéni célba ugrásban és egyéni összetettben magyar bajnok[2][42][43]
- 1973-ban budapesti és országos négytusa csapat bajnok.
- 2007-ben Magyar Nyílt Nemzeti Bajnokság (Szeged) I. forduló siklóernyős célraszálló verseny egyéni második[44]

### Egyéb versenyek
- 1971-ben Adria Kupa (Európa-bajnokság) csapat harmadik.
- 1971-ben az I. Nemzetközi Ejtőernyős Négytusa Versenyen csapat második, egyéni negyedik (célbaugrásban legtöbb pont)[2]
- 1973-ban budapesti és országos négytusa csapat bajnok.
- 1973-ban a Baráti Hadseregek III. Spartakiádja (Prága, Csehszlovákia)[45]
- 1974-ben W VII. Mistrzostwach Spadochronowych Armii Zaprzyjaznionych 1974 r. csapat harmadik (Krakkó, Lengyelország).[46]
- 1977-ben katonai olimpia (Cienfuegos, Cuba) csapat célbaugrás második hely[47]
- 1978-ban Veszprémben az I. Bakony Kupán egyéni stílusugrás második hely, egyéni összetett harmadik hely, csapat célbaugrás és csapat összetett második hely[48]
- 1986-ban az 5. nemzetközi téli játékokon csapat harmadik (Paraschi/Mennschaft) (Hochfilzen, Ausztria).[49] A csapat további tagjai: Dér László, Kardos János, Juhász Károly.

### Rekordok és kísérletek
- 1981-ben nem hitelesített magyar ejtőernyős rekordkísérlet: az első tízfős kupola formaugrás.[2]
- 1992-ben a Csobánc-hegyen emlékugrást végrehajtó csapat tagja.
- 1994-ben egy magassági rekordkísérletben (7000 m, oxigén maszk nélkül – a FAI nem hitelesíti)[50] csapattag.
- 1995-ben a magyar Guinness-rekord csapat tagja: Magyarországon a legtöbbet ugró 10 fő (81291 ugrás) egy hőlégkosárban. A csapat további tagjai: Mészárovics György, Ölvedi János, Sonkoly Lóránd, Varga József, Mészáros György, Dér László, Tímár Vince, Ecsédi András, Antalic Jenő.[2][51][52]

### Elismerések
Összesen 12 kitüntetést szerez, fenyítve nincs.
- 1971. március 15-én a Magyar Repülő Szövetség négy nemzeti rekordot ismert el[53] a részéről.
- 1972-ben elnyeri a FAI aranykoszorús ejtőernyős címét[54]
- 1975-ben megkapta a Magyar Köztársaság érdemes sportolója minősítést (az 1971-es Adria Kupán elért eredmény nyomán).[55]
- 1978-ban OTSH Kiváló munkáért érdemérem[56]
- 1980-ban elnyeri a FAI három gyémánttal díszített ejtőernyős címét[57]
- 1981. szeptember 25-én kiváló munkáért érem arany fokozata[58]
- 1981. szeptember 29-én aranykoszorút[59]
- 1981-ben aranykoszorús beugró oktatói minősítést kapott.
- 1988. 03. 11-én kiváló munkáért érem arany fokozata[60]
- 1998-ban, 50 éves korában ajándékként az MN Repülőfőnök MIG-21-UM repülést ajánlott fel neki (1998.11.17., repült idő: 30 perc, túlterhelés: 6,1G).
- 2000-ben megkapja a Honvédelmi Miniszter dísztőrét.
- 2006-ban a gazdasági és közlekedési miniszter dicséretében részesül (III-2/1/2/1/2006) a szlovák repülőbaleset vizsgálata kapcsán.

## Írásai
Több szakmai lapban jelentek meg elemző írásai. Éves beszámolókat készített a Közlekedés Biztonsági Szervezet számára ejtőernyős és siklóernyős repülésbiztonsági kérdésekről 2003-tól 2009-ig. A Magyar Honvéd és a Repülés című lapokba is írt az ejtőernyősök életéről.

## Külső hivatkozások
- Samu Ferenc. epa.oszk.hu. (Hozzáférés: 2011. december 2.)